# Wilhelm Friedrich Moritz Kette
Wilhelm Friedrich Moritz Kette (* 18. November 1825 in Einwinkel; † August 1890) war Rittergutsbesitzer und Mitglied des Deutschen Reichstags.

## Leben
Kette hat nach zweijähriger praktischer Lehrzeit als Maschinenbauer das Gewerbeinstitut in Berlin von 1845 bis 1847 besucht. Später war er als Landwirt tätig und hat besonders Lupinenbau und Stärkefabrikation betrieben. Er war Rittergutsbesitzer in Jassen bei Bütow, sowie Standesbeamter, Amtsvorsteher, Mitglied des Kreisausschusses und Kreisdeputierter des Kreises Bütow. Weiter war er Mitglied des Pommerschen Provinzial-Landtages und von 1873 bis 1876 Mitglied des Preußischen Abgeordnetenhauses.
Von 1877 bis 1878 war er Mitglied des Deutschen Reichstags für den Wahlkreis Köslin 2 (Bütow, Rummelsburg, Schlawe) und die Deutsche Reichspartei.